# Pays-Bas aux Jeux olympiques d'hiver de 1948
Cet article contient des informations sur la participation et les résultats des Pays-Bas aux Jeux olympiques d'hiver de 1948 à Saint-Moritz en Suisse. Les Pays-Bas étaient représentés par 4 athlètes. La délégation néerlandaise n'a pas récolté de médaille.